# Anna Kamenkova
 (février 2018).
Si vous disposez d'ouvrages ou d'articles de référence ou si vous connaissez des sites web de qualité traitant du thème abordé ici, merci de compléter l'article en donnant les références utiles à sa vérifiabilité et en les liant à la section « Notes et références ».
Anna Kamenkova (en russe : Анна Семёновна Каменкова), née le 27 avril 1953 à Moscou est une actrice de théâtre, de cinéma et de doublage soviétique puis russe.

## Biographie
Anna Kamenkova nait à Moscou dans la famille d'enseignants de littérature russe. Elle apparait pour la première fois à l'écran à l'âge de six ans dans le rôle principal dans Une fille cherche son père, un drame de Lev Goloub adapté de la nouvelle d'Evgueni Ryss (ru) (Belarusfilm, 1959). Sa performance sera récompensée par le prix spécial au Festival international du film de Mar del Plata en 1960. En 1970, elle entre à l'École supérieure d'art dramatique Mikhaïl Chtchepkine, dans la classe de Mikhaïl Tsarev (ru). En tant qu'étudiante, elle fait ses débuts sur la scène du théâtre Maly dans la pièce L'affaire Makropoulos basée sur la pièce de Karel Čapek. Diplômée en 1974, l'actrice est acceptée dans la troupe du théâtre sur Malaïa Bronnaïa, où elle se produit jusqu'en 1992. Elle travaille beaucoup sous la direction d'Anatoli Efros qui lui offre ses plus beaux rôles comme Varia dans Frère Aliocha (Viktor Rozov), Agafia Tikkhonovna dans Le Mariage (Nicolas Gogol), Verotchka dans Un mois à la campagne (Ivan Tourguenev), Marie-Louise d'Autriche dans Napoléon Ier (Ferdinand Bruckner). À partir de 1992, Anna Kamenkova participe aux projets individuels des metteurs en scène dans plusieurs théâtres comme l’École de la pièce contemporaine, le théâtre Bénéfice de Moscou, le théâtre dramatique Ruben Simonov.  

## Filmographie

### Cinéma
- 1959 : La Petite fille cherche son père (Девочка ищет отца) de Lev Goloub : Lena
- 1987 : Les Rendez-vous du minotaure (Визит к Минотавру) de Eldor Ourazbaïev : Elena Netchaeva
- 1998 : The Stringer de Paweł Pawlikowski : la mère
- 2009 : Le concert de Radu Mihaileanu : Irina Filipovna
- 2018 : Les Idéales (ru) (Идеальные) de Kirill Pletnev (ru)